# Rector cantus
Rector cantus var en befattning som innebar att leda gudstjänstsången i kyrkorna . Befattningen fanns under stormaktstiden, men kan ha tillkommit tidigare. Psalmerna sjöngs oftast utantill, eftersom de flesta i församlingen inte kunde läsa, och psalmböcker var sällsynta. Då var det viktigt att ha en duktig försångare. Rector cantus kunde vara samma person som klockaren. Efter hand tillkom organister, men deras status var till en början lägre än sångledarens. Rector cantus motsvaras idag av kantor, vilket är titeln för kyrkomusiker med kantorsexamen (folkhögskola) som är en kortare utbildning än den till organist (högskola).

## Rector cantus i Uppsala
I Uppsala var befattningen under och före stormaktstiden förknippad med tjänstgöring i trivialskolan, domkyrkan och vid universitetet. Rector cantus skulle undervisa i figuralmusik, dvs. körsång. Titeln förekommer första gången i bevarade handlingar 1638 då Johannes Laurentij degraderades till skolnotarie. Möjligen hade rector cantus uppgifter tidigare skötts av konrektorn. Från 1660-talet hade rector cantus biuppgifter för att försörja sig. Carolus Wallinus och Harald Vallerius var biträdande universitetsbibliotekarier, Christian Zellinger, Eric Burman och H.C. Engelhardt var också organister.
Ensemblen, chorus musicus, som rector cantus hade att leda bestod av ett okänt antal skolpojkar, förmodligen så kallade diskantister samt ett likaledes okänt antal studenter. Eftersom det saknades gymnasium skrevs även unga pojkar in vid universitetet. Kören betjänade både kyrkan och universitetet och universitetet bidrog också till rector cantus lön. Kören hade till uppgift att sjunga i kyrkan vid större helger och vid universitetets ceremonier såsom rektorsinstallation två gånger om året och vid magisterpromotioner. För den enstämmiga sången i domkyrkan svarade två skolnotarier.
Eftersom rector cantus arbetsuppgifter även omfattade universitetets musikliv används även titeln director musices.

### Lista över rectores cantus i Uppsala
- Johannes Laurentij –1638
- Olaus Johannis Becchius 1638–1644
- Henricus Erici Helelius 1644–1662
- Carolus Petri Wallinus 1662–1675
- Harald Vallerius 1675–1690
- Christian Zellinger 1691–1718
- Eric Burman 1719–1727
- Heinrich Christoph Engelhardt 1727–1764